# Charles Chamberland
Charles Chamberland   (Chilly-le-Vignoble, 12 de març de 1851 - 15è districte de París, 2 de maig de 1908) va ser un microbiòleg francès que treballà amb Louis Pasteur.
L'any 1884 desenvolupà un tipus de filtració coneguda actualment com a filtre de Chamberland o filtre de Chamberland-Pasteur, un aparell que utilitza una barra de porcellana no vidriada. Aquest filtre té porus que són de mida menor que els bacteris, fent així possible que passi una solució que contingui bacteris a través del filtre, i tenir els bacteris completament trets de la solució. També va fer un projecte de recerca que va conduir a la invenció de l'aparell autoclau el 1879.
Treballà amb Pasteur i casualment trobaren una vacunal pel còlera dels pollastres. També descobriren que la debilitat per una malaltia pot actura com una vacuna.